# Sanzanome
Sanzanome (... – 1245) è stato un giudice italiano.
È noto per essere l'autore del testo Gesta Florentinorum, nel quale racconta di avvenimenti legati alla guerra tra Semifonte e Firenze nel 1202 e alla distruzione di Castel Montalto nel 1207.

## Biografia
Si suppone che sia nato negli anni '60 o '70 del XII secolo, dal momento che il più antico atto rogato da «Sanzanome iudex et notarius» risale al 9 maggio 1193. Nel 1200, quando i conti Alberti dovettero consegnare il castello di Semifonte a Firenze, Sanzanome era presente e ne scriverà nella sua opera Gesta Florentinorum.